# 대구 남지장사 석조지장보살좌상
대구 남지장사 석조지장보살좌상(大邱 南地藏寺 石造地藏菩薩坐像)은 대한민국 대구광역시 달성군 가창면 남지장사에 있는 조선시대의 불상이다. 2019년 1월 30일 대구광역시의 유형문화재 제88호로 지정되었다.

## 개요
‘대구 남지장사 석조지장보살좌상’은 1659년 조각승 승호(勝湖)에 의해 조성되었으며 고개를 내민 자세, 방형 얼굴, 변형통견식 착의법 등에서 전형적인 조선후기 불상의 특징과 함께 짧은 신체비례, 눈꼬리가 긴 눈매가 돋보이는 작품이다. 승호는 17세기 후반기 경상도지역에서 불석제(佛石製) 불상을 조성한 조각승으로 유명한데 남지장사 석조지장보살좌상은 그가 처음 수조각승이 되어 만든 작품으로 밝혀진 점에서 더욱 중요하다. 지금까지 승호는 1640년 차화승(次畵僧)으로 등장한 이래 1670∼80년대에 이르러 수화승(首畵僧)으로서 활동하였던 것으로 밝혀졌으나 남지장사 불상을 통해 20년 정도 앞당겨진 것이다. 이 불상은 제작시기, 제작자, 조성 사찰 등이 명확하고 17세기 불석제 불상제작에 두각을 나타낸 승호의 조형성이 드러나 조선후기 불교조각의 양식적 변천과 조각승 승호 계보 연구에 있어 귀중한 자료적 가치가 있다.

## 참고 문헌
- 대구 남지장사 석조지장보살좌상 - 국가유산청 국가유산포털